# El fin de San Petersburgo
El fin de San Petersburgo (en ruso : Конец Санкт-Петербурга ) es una de las películas más famosas de Vsevolod Pudovkin realizada en 1927 y producida por Mezhrabpom, que le aseguró su lugar como uno de los directores de cine de montaje soviéticos más destacados. La película forma parte de la "trilogía revolucionaria" de Pudovkin, junto a Mother (1926) y Storm Over Asia (también conocido como El heredero de Genghis Khan ) (1928).
El fin de San Petersburgo es una película política, que explica por qué y cómo los bolcheviques llegaron al poder en 1917. La película cubre el período de aproximadamente 1913 a 1917 y el énfasis está en la lucha de la gente común por sus derechos y por la paz contra el poder del capital y la autocracia.

## Sinopsis
Un simple campesino llega a San Petersburgo para obtener un empleo pero el destino lo lleva a una fábrica donde hay condiciones de trabajo severas, casi como esclavos. Sin saberlo, ayuda en el arresto de un viejo amigo del pueblo que ahora es un líder laboral. Al intentar arreglar su fechoría termina en una pelea y luego es arrestado. Su castigo es ser enviado a luchar en la Primera Guerra Mundial. 

## Elenco
- Alexander Chistyakov - trabajador bolchevique
- Vera Baranovskaya - su esposa
- Ivan Chuvelev - niño campesino
- Sergey Komarov - alguacil
- Nikolai Khmelyov - especulador
- Alexander Gromov - bolchevique calvo
- Vladimir Obolensky - Lebedev, fabricante
- Mikhail Tereshkovich - periodista
- Mark Cybulski - especulador
- Vladimir Chuvelev - costra
- Vsevolod Pudovkin - soldado
- Vladimir Fogel - Oficial alemán
- Serafim Birman - dama con abanico
- Victor Tsoppi - "patriota" antialemán en un sombrero de copa